# 刘秉麟
刘秉麟（1891年6月24日—1956年6月1日），字南陔，湖南长沙縣人，经济学家。

## 生平
1891年6月24日，刘秉麟生於湖南長沙縣。8岁入私塾，受到章士钊的喜爱。1909年，入吳淞中国公学中学部，后转入大学预科，和馮友蘭、許德珩等人同學。1913年，入中国公学经济系，1917年，毕业后回湖南高等商业学校任教。1918年，回北京大学任图书馆工作，加入傅斯年、罗家伦等组织的新潮社。1919年，担任吳淞中國公學教務長。1920年，留學英國倫敦大學，1922年，到柏林大学繼續攻讀經濟學。1925年，回國後任上海中国公学和光華大學經濟學教授。1926年，任商務印書館編輯。1928年，中国经济学社成立，任理事。劉秉麟参加南京国民政府召开的财政会议和工商部工商法规委员会，参与制订工商法的工作。1931年，一·二八事變後到武漢大學任經濟系教授，1937年，兼任法学院院长。
1946年到47年间曾代理国立武汉大学的校长。1943年被遴选为中华民国教育部部聘教授，是全国仅有的三位部聘经济学教授之一。
1950年，任中南军政委员会财政经济委员会委员。6月，加入中国民主同盟。1956年6月1日，病故于武汉大学。